# The Libertines (álbum)
The Libertines (2004) es el álbum homónimo, y segundo en su discografía, de la banda de rock británico. Con este segundo disco se consolidaron como uno de los grupos más importantes del rock de ese país de principios del siglo XXI.
El disco fue producido por Mick Jones y fue un rotundo éxito en las listas de popularidad, a pesar de contar sólo con dos sencillos y una tormentosa gira, ya que había conflictos dentro de The Libertines y sobre todo entre sus líderes Carl Barât y Peter Doherty. Este último abandonó la agrupación después de la grabación del álbum, haciendo una gira con su propia banda Babyshambles.
Sin embargo, el disco, que fue bien recibido por las críticas, sirvió de influencia a muchísimas bandas de rock: desde propuestas parecidas como la de Razorlight hasta proyectos electrónicos como Client.
The Libertines es un álbum que, según la crítica especializada, "suena a momentos a The Clash, pero puede ser tan melódico como The Beatles".
A finales de 2004, se lanzó una edición especial del álbum, que incluía un DVD extra, titulado Boys In The Band, que incluye entrevistas, videos y extractos de presentaciones en vivo.

## Lista de canciones
| N.º     | Título                                                   | Escritor(es)                                 | Duración |  |
| 1.      | «Can't Stand Me Now»                                     | Peter Doherty, Carl Barât, Richard Hammerton | 3:23     |  |
| 2.      | «Last Post On The Bugle»                                 | Doherty, Barât, Michael Bower                | 2:22     |  |
| 3.      | «Don't Be Shy»                                           | Doherty, Barât                               | 3:03     |  |
| 4.      | «The Man Who Would Be King»                              | Doherty, Barât                               | 3:59     |  |
| 5.      | «Music When The Lights Go Out»                           | Doherty                                      | 3:02     |  |
| 6.      | «Narcissist»                                             | Barât                                        | 2:10     |  |
| 7.      | «The Ha Ha Wall»                                         | Doherty, Barât                               | 2:29     |  |
| 8.      | «Arbeit Macht Frei»                                      | Doherty                                      | 1:13     |  |
| 9.      | «Campaign of Hate»                                       | Doherty                                      | 2:10     |  |
| 10.     | «What Katie Did»                                         | Doherty                                      | 3:49     |  |
| 11.     | «Tomblands»                                              | Barât, Doherty                               | 2:06     |  |
| 12.     | «The Saga»                                               | Doherty, Paul Roundhill                      | 1:53     |  |
| 13.     | «Road To Ruin»                                           | Doherty, Barât                               | 4:21     |  |
| 14.     | «What Became of the Likely Lads + France (track oculto)» | Doherty, Barât / Barât                       | 5:54     |  |
| 42 mins |                                                          |                                              |          |  |

| Bonus track en la edición japonesa |                                                |                      |          |  |
| N.º                                | Título                                         | Escritor(es)         | Duración |  |
| 15.                                | «Don't Look Back into the Sun (nueva versión)» | Doherty, Barât       |          |  |
| 16.                                | «Cyclops»                                      | Doherty, Peter Wolfe |          |  |
| 17.                                | «Dilly Boys»                                   | Doherty, Barât       |          |  |

| Bonus track en la edición australiana |                |                |          |  |
| N.º                                   | Título         | Escritor(es)   | Duración |  |
| 15.                                   | «Never Never»  | Doherty, Barât |          |  |
| 16.                                   | «I Got Sweets» | Doherty, Barât |          |  |

## Sencillos
- "Can't Stand Me Now", 9 de agosto de 2004, (Rough Trade) #2
- "What Became of the Likely Lads", 25 de octubre de 2004, (Rough Trade) #9
- "What Katie Did" lanzado como 7" de una sola cara con la revista Amelia's Magazine

- Datos: Q941744